# Уч-Дере (микрорайон)
Уч-Дере́ — микрорайон города Сочи в Краснодарском крае. Входит в состав Лазаревского района «города-курорта Сочи». Бывшее село.

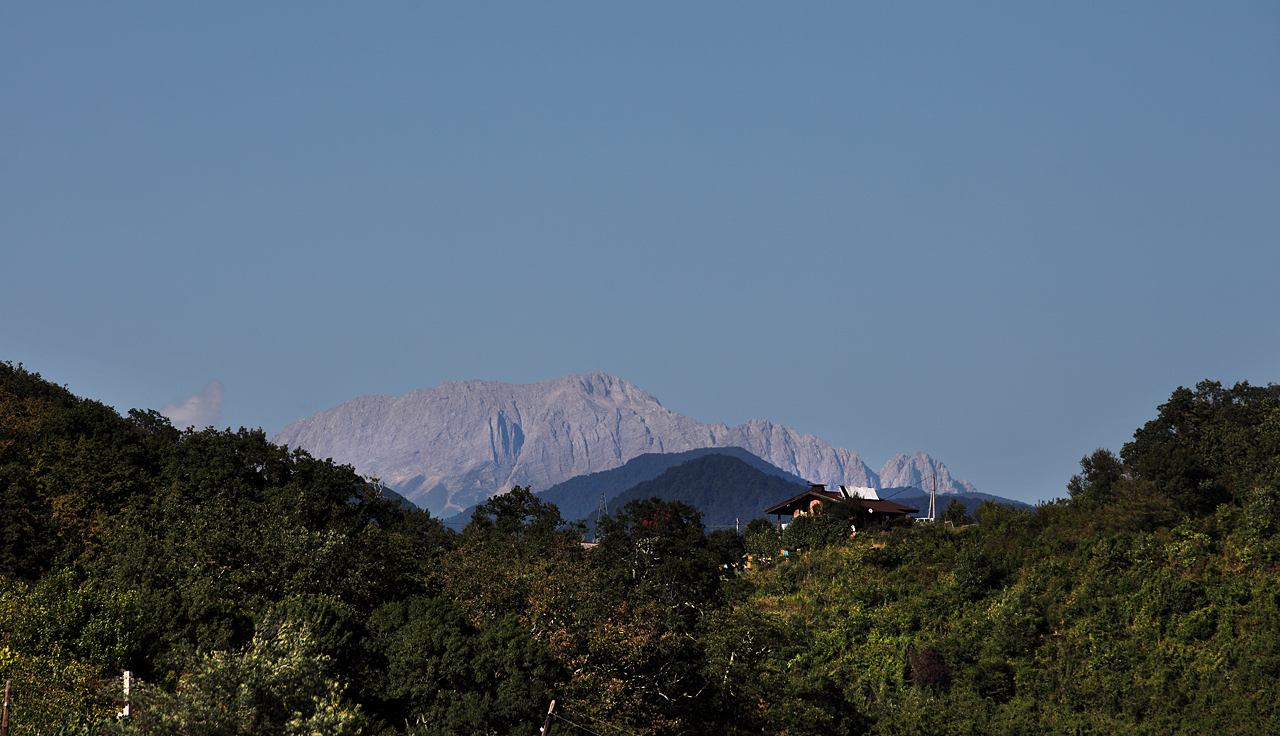

## География
Располагается на морском побережье в низовьях р. Уч-Дере (бывшее название Ниджи), на её левом берегу. В настоящее время Уч-Дере разделено на три административных образования: Нижнее Уч-Дере, Культурное Уч-Дере и Верхнее Уч-Дере. В село Нижнее Уч-Дере иногда включают Атарбеково

### Климат
Климатический курорт.
Здесь образуется климат, вызванный меняющимися воздушными потоками идущими с гор через три ущелья.

## История
В начале 1880-х годов было устроено имение «Уч-Дере» между pp. Ниджи и Битха. Имение принадлежало великим князьям К. К. Романову и Д. К. Романову. Управляющий имением А. А. Старк, пригласил в 1885 году в качестве арендаторов 48 армянских семей — выходцев из Османской империи. Это армянское селение, получило название Уч-Дере, в переводе с турецкого языка — «Три речки», основано оно было армянами турецкого селения «Уч-Пинар» — «Три родника».
В 1896 г. в имении «Уч-Дере» проживало около 100 армянских семей.
В 1900 г. министром земледелия и Государственных имуществ А. С. Ермоловым Ведомству императрицы Марии Фёдоровны безвозмездно был передан участок земли в Уч-Дере, так как поселок Уч-дере был признан русскими врачами и климатологами курортным. В свою очередь Мария Федоровна передала эту землю в подарок девочкам-сиротам. На земле была возведена лечебно-климатическая станция, её назвали «Романовская». Был построен лечебный корпус, рассчитанный на проживание сорока курсисток девочек-сирот. После революции станция была переоборудована в военный санаторий, а 19 августа 1951 года санаторию было присвоено название в честь Н. А. Семашко.
Официальной датой основания посёлка Уч-Дере, как населённого пункта, считается 1915 год. С 1901—1902 г.г., началось строительство дач для видных государственных деятелей, врачей и ученых.
Осенью 1917 года русский мистик Георгий Иванович Гурджиев решил обосноваться со своими учениками на Кавказе, и организовать там небольшую колонию, одним из предполагаемых мест было селение Уч-Дере. Вот как об этом пишет Петр Демьянович Успенский в книге «В поисках чудесного»:
«Гурджиев устроился довольно далеко к югу от Туапсе, в двадцати пяти верстах от Сочи. Он нанял дачу с видом на море, купил пару лошадей — и жил там вместе с небольшой группой, всего собралось около десяти человек. Поехал туда и я. Место было прекрасное, всё в розах; с одной стороны открывался вид на море, с другой — виднелась цепь гор, покрытых снегом. … Гурджиев собирался прожить зиму в Уч-Дере. Мы жили в нескольких домах, раскинувшихся на большом участке земли. … Мы рубили лес, заготавливали на зиму дрова, собирали дикие груши».
Пребывание Гурджиева и его группы в Уч-Дере подтверждает участник группы русский композитор Томас де Гартман: «Пока мы были заняты едой, г-н Гурджиев зашел в магазин, где пробыл долгое время. Когда он наконец вышел оттуда, он велел нам открыть большие деревянные ворота, которые были чуть ли не напротив магазина. Оттуда дорога вела к даче и сараю, и склон спускался к Чёрному морю. Оказалось, что г-н Гурджиев снял это дом и это было в деревне, которая называлась „Уч-Дарья“».

## Факты
По сообщению Пастернацкого, начиная с Уч-Дере на побережье появляется «лавр благородный» не в виде кустарника, а в виде больших деревьев.
Достопримечательностью поселка является дендропарк, в котором можно увидеть: гигантские секвои, калифорнийские сосны и тюльпанные деревья, павловнии.
В 1912 г. российский фотограф Прокудин-Горский посетил Сочи и сделал несколько десятков цветных снимков для выставки «Русская Ривьера», которая состоялась в Петербурге в 1913 году, в том числе им были сфотографированы несколько дач и пейзажей в Уч-Дере.

## Инфраструктура
Проходит Батумского шоссе. Действует (с 1929 года) железнодорожная платформа Уч-Дере линии Туапсе — Сухум
Северо-Кавказской железной дороги.

## Транспорт
Автомобильный и железнодорожный транспорт.